# Rafael' Nuritdinov
Rafael Nuritdinov in russo Рафаэль Нуритдинов? (Fergana, 12 giugno 1977) è un ex ciclista su strada uzbeko, professionista dal 2002 al 2005.

## Carriera
Tra i dilettanti corse in Italia, con le formazioni lombarde U.C. Bergamasca 1902 e Ceramiche Pagnoncelli, e nel 2001 si aggiudicò il Gran Premio Industria Commercio Artigianato Carnaghese, allora riservato ai soli dilettanti.
Passò professionista nel 2002 con il Team Colpack-Astro che, nel 2003, si fuse con la De Nardi-Pasta Montegrappa a formare la De Nardi-Colpack, e vi restò fino al 2004. I risultati più importanti che ottenne furono la vittoria del titolo nazionale su strada nel 2004 (che resterà l'unica da professionista) e il secondo posto in una tappa dell'UNIQA Classic. Nel 2005 rimase alla De Nardi, divenuta Domina Vacanze, e partecipò sia al Tour de France sia alla Vuelta a España, concludendole entrambe.
Non riuscì a trovare una squadra per il 2006 e si ritirò dall'attività agonistica.

## Palmarès
- 2001 (Colpack, una vittoria)

Gran Premio Industria Commercio Artigianato Carnaghese
- 2004 (De Nardi, una vittoria)

Campionati uzbeki, Gara in linea

## Piazzamenti

### Grandi Giri
- Tour de France

2005: 147º
- Vuelta a España

2005: 119º

### Competizioni mondiali
- Campionati del Mondo

Verona 2004 - Cronometro Elite: 46º
Madrid 2005 - In linea Elite: 90º